# Erik Asmussen
Erik "Abbi" Asmussen (født 2. november 1913, død 29. august 1998) var en dansk arkitekt som arbejdede i Järna, Sverige.

## Byggerier af Erik "Abbi" Asmussen
- Kulturhuset i Ytterjärna (sv), Sverige.
- Kristofferskolan i Bromma, Stockholm, Sverige.
- Örjanskolan i Järna, Sverige.
- Rudolf Steiner Seminariet i Järna, Sverige.